# Митака
Мита́ка (яп. 三鷹市 Митака-си) — город в Японии, находящийся в префектуре Токио. Площадь города составляет 16,5 км², население — 195 558 человек (1 октября 2020), плотность населения — 11 852,00 чел./км². Город расположен на острове Хонсю в префектуре Токио региона Канто. С ним граничат города Мусасино, Коганеи, Тёфу, Футю.

## Название
Митака — дословно переводится, как «Три ястреба», что графически отображено на гербе города. При музее студии «Гибли» также функционирует читальный зал Tri Hawks, названный в честь города.  

## Население
Население города составляет 195 558 человек (1 октября 2020), а плотность — 11 852,00 чел./км². Изменение численности населения с 1980 по 2005 годы:
| 1980 | 164 526 чел. |  |
| 1985 | 166 252 чел. |  |
| 1990 | 165 564 чел. |  |
| 1995 | 165 721 чел. |  |
| 2000 | 171 612 чел. |  |
| 2005 | 177 016 чел. |  |

## Символика
Деревом города считается гинкго, цветком — яблоня Холла.

## Архитектура и достопримечательности
- На территории города расположен ландшафтный парк Инокасира, один из двух главных парков Токийской агломерации.
- Музей анимационной студии «Гибли».
- С 1970 года функционирует Университет Кёрин.

## В астрономии
На территории Митаки с 1878 года по 1938 год существовала Токийская астрономическая обсерватория, перенесённая затем на новое место. В честь Митаки назван астероид (1088) Митака, открытый 17 ноября 1927 года японским астрономом Окуро Оикавой в Токийской обсерватории. Это был первый астероид, открытый в этой обсерватории.
В настоящее время в городе находится главное управление Национальной астрономической обсерватории Японии.